# Gertruda Engelová
Plukovnice v. v. Gertruda Engelová (též Englová, rozená Frankensteinová, 16. května 1910, Český Krumlov – 10. října 2003 Praha) byla česká lékařka židovského původu, členka KSČ a feministka, příslušnice zdravotnického personálu v rámci československých jednotek v Sovětském svazu. 11. února 1942 se stala vůbec první ženou v 1. československé samostatné brigádě v SSSR jako jedna z několika Čechoslovenek v rámci jednotek v SSSR dosáhla v rámci nasazení ve druhé světové válce důstojnické hodnosti. Posléze pak krátce působila v Československé lidové armádě jako žena s jednou z nejvyšších vojenských hodností. Stala se tak historicky první ženou přijatou do řad československé armády.

## Život
Narodila se v Českém Krumlově do židovské rodiny Mořice Frankensteina a jeho manželky Merty, rodina se posléze přestěhovala do Žatce, kde Gertruda vychodila obecnou školu a německé gymnázium. Roku 1936 pak dokončila studium na Lékařské fakultě Univerzity Karlovy v Praze a získala titul MUDr.. Byla levicově smýšlející, posléze vstoupila do KSČ. Po promoci roku 1937 nastoupila na německou kliniku v Praze a poté na dětskou kliniku prof. Jiřího Brdlíka, odkud ji roku 1938 po vzniku tzv. Druhé republiky kvůli jejímu židovskému původu propustili.

### Druhá světová válka
Po rozpadu Československa a vzniku Protektorátu Čechy a Morava a Slovenského státu roku 1939 se, mj. z důvodu rostoucí perzekuce protektorátními úřady pod vlivem tzv. Norimberských zákonů, přesunula díky organizaci Interhelpo spolu s dalšími československými komunisty a emigranty do exilu v Krakově. Působila v orgánu československé emigrace v Katovicích, zde se seznámila se svým budoucím manželem Františkem Engelem. Po obsazení Polska v září 1939 a začátku druhé světové války se přes Lvov a Rovno přesunula do Stalingradské oblasti, kde manželem pracovali jako lékaři. Dále se přesunula do Akťubinsku, kde byli soustředěni další českoslovenští emigranti.
Zde 11. února 1942 vstoupila do nově zformované 1. československé samostatné brigády pod velením Ludvíka Svobody v hodnosti vojína. Stala se vůbec první ženou přihlášenou k v jednotce, zároveň se stala vrchní lékárnicí brigády, a také členkou šestičlenné ženské jednotky pod velením farmaceutky Heleny Petránkové. Díky své odbornosti byla zpočátku nasazena v polní nemocnici v Buzuluku, kde pečovala o pacienty na lůžku. Roku 1943 se přesunula zpět k 1. čs. samostatné brigádě na frontu, se kterou se zapojila jako sanitářka do bitvy u Sokolova. Poté půl roku působila jako lékařka nemocnice Rudé armády v Novochopersku. V říjnu 1943 se vrátila na frontu, kde se zapojila do bojů o severozápadní Ukrajinu a těžkých bojů o Dukelský průsmyk. Roku 1944 jí byla spolu s Petránkovou propůjčena hodnost podporučíka. 1. února 1945 se stala vrchní lékařkou nově vzniklého 1. československého armádního sboru, se kterým se zúčastnila procesu osvobozování Československa.

### Po válce
Pokračovala ve službě v nově vytvořené Československé lidové armádě v hodnosti plukovnice, tedy v jedné z nejvyšších hodností v ozbrojených silách ČSR. Působila jako lékařka v Ústřední vojenské nemocnici v Praze, posléze pak na Ministerstvu národní obrany. Roku 1950 byla přesunuta do aktivní zálohy, většinu kariéry pak strávila jako civilní lékařka v OÚNZ Slapy.

### Ocenění
Za své vojenské zásluhy obdržela Československý válečný kříž 1939, Medaili za zásluhy II. a I. stupně, Československou vojenskou medaili se štítkem SSSR 1945, sovětskou Medaili za vítězství nad Německem a další vyznamenání.

### Úmrtí
Gertruda Engelová zemřela 10. října 2003 ve věku 93 let.

## Vyznamenání
- Československý válečný kříž 1939
- Československá medaile za zásluhy I. stupně
- Československá medaile za zásluhy II. stupně
- Pamětní medaile československé armády v zahraničí
- Medaile za vítězství nad Německem ve Velké vlastenecké válce 1941–1945 SSSR